# الرابطة الرياضية الغيلية
الرابطة الرياضية الغيلية (بالأيرلندية: Cumann Lúthchleas Gael) هي منظمة رياضية وثقافية دولية أيرلندية للهواة، تركز في المقام الأول على الترويج للألعاب والهوايات الغيلية الأصلية، والتي تشمل الرياضات الأيرلندية التقليدية مثل الهيرلينغ، والكاموجي، وكرة القدم الغيلية، وكرة اليد الغيلية، وكرة الراوندر الغيلية. وتعمل الجمعية أيضًا على تعزيز الموسيقى والرقص الأيرلنديين، بالإضافة إلى اللغة الأيرلندية، كما تعمل على تعزيز الإدارة البيئية من خلال مبادرة الأندية الخضراء.
اعتبارًا من عام 2014، كان لدى المنظمة أكثر من 500،000 عضو حول العالم، وأعلنت عن إجمالي إيرادات بقيمة 96.1 مليون يورو في عام 2022. تنظم لجنة مراقبة المسابقات (CCC) التابعة للهيئات الحاكمة للجمعية الرياضية الغيلية قائمة مباريات الألعاب الغيلية داخل مجالس المقاطعات أو المقاطعات التابعة للجمعية الرياضية الغيلية.
كرة القدم الغيلية والهيرلينغ هي الأنشطة الأكثر شعبية التي تروج لها المنظمة، والرياضات الأكثر شعبية في جمهورية أيرلندا من حيث الحضور. كرة القدم الغيلية هي أيضًا ثاني أكثر الرياضات شعبية في أيرلندا الشمالية. يتم تنظيم النسخة النسائية من هذه الألعاب، كرة القدم الغيلية للسيدات وكاموجي، من قبل اتحاد كرة القدم الغيلية للسيدات واتحاد كاموجي في أيرلندا، على التوالي. اتحاد كرة اليد الغيلية هي الهيئة الإدارية لرياضة كرة اليد، بينما تتم إدارة الرياضة الغيلية الأخرى، راوندر، من قبل مجلس الألعاب الأيرلندية غير الرسمية (بالأيرلندية: Comhairle Cluiche Corr na hÉireann).
منذ تأسيسها في عام 1884، نمت الجمعية لتصبح ذات تأثير كبير في الحياة الرياضية والثقافية الأيرلندية، مع وصول كبير إلى المجتمعات في جميع أنحاء أيرلندا وبين الشتات الأيرلندي.

## التأسيس والتاريخ

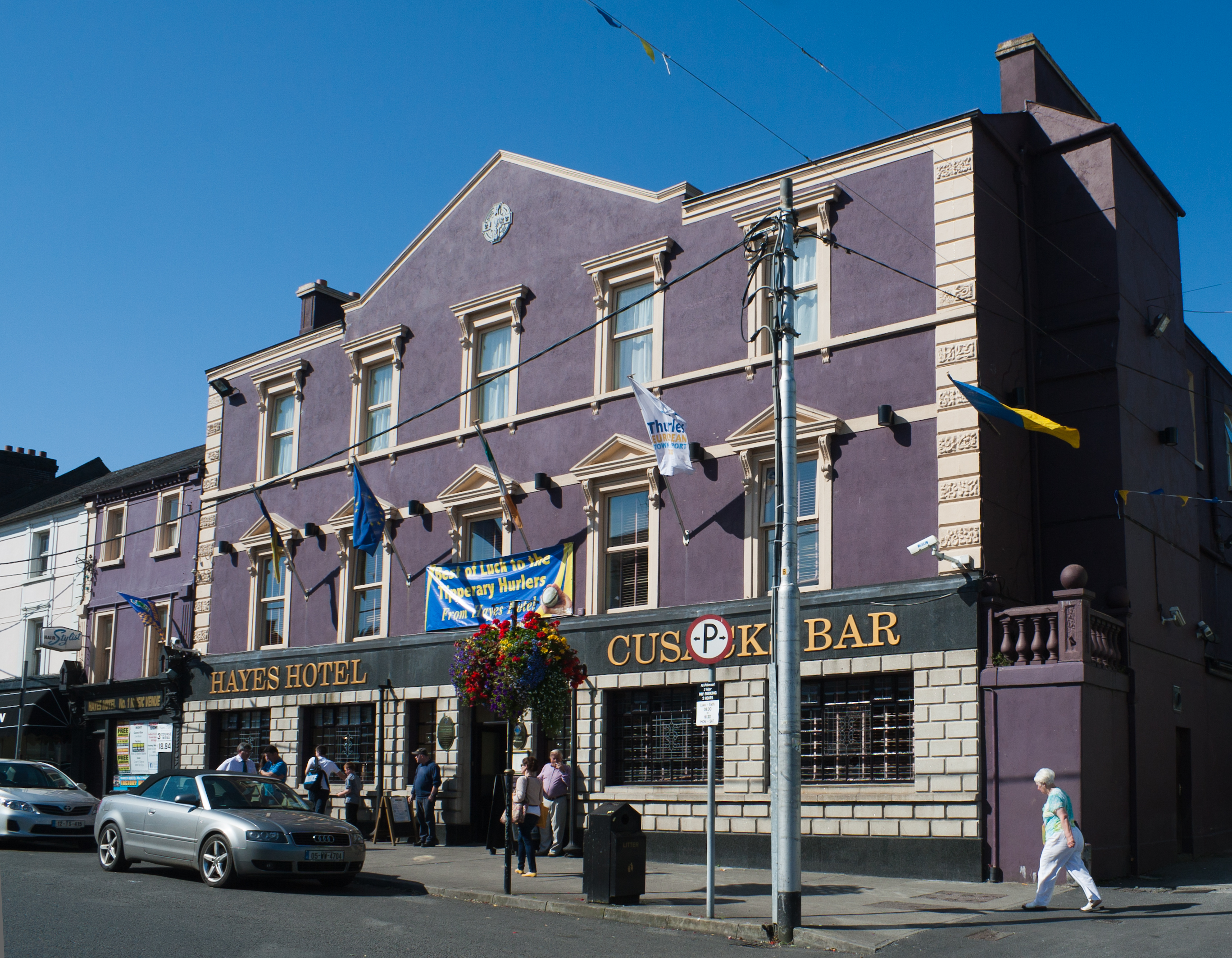
فندق هايز في ثورليس، موقع تأسيس المنظمة

في الأول من نوفمبر 1884، اجتمعت مجموعة من الأيرلنديين في غرفة البلياردو بفندق هايز لوضع خطة وإنشاء منظمة لتعزيز والحفاظ على الألعاب والهوايات الرياضية الفريدة في أيرلندا. نتيجة لهذا الاجتماع، تم تأسيس الجمعية الرياضية الغيلية. كان المهندسون المعماريون والأعضاء المؤسسون هم مايكل كوزاك من مقاطعة كلير، وموريس دافين، وجوزيف ك. براكن، وتوماس سانت جورج مكارثي، مفتش المنطقة في شرطة أيرلندا الملكية، وبي جيه رايان من تيبيراري، وجون وايز باور، وجون ماكاي. تم انتخاب موريس دافين رئيسًا، وتم انتخاب كوزاك، ووايز باور، وماكاي أمناءً، وتم الاتفاق على أن يُطلب من رئيس الأساقفة كروك، وتشارلز ستيوارت بارنيل، ومايكل دافيت أن يصبحوا رعاة.
في عام 1922، سلمت مهمة الترويج لألعاب القوى إلى الرابطة الوطنية لألعاب القوى وركوب الدراجات.

## المسابقات
تنظم الرابطة الرياضية الغيلية عددًا من المسابقات على المستويات القسمية، والإقليمية، والإقليمية بين المقاطعات، والإقليمية بين المقاطعات، والوطنية (كل أيرلندا). وتتبع العديد من المسابقات صيغة تقدمية، حيث يتقدم الفائزون في مسابقة كرة القدم المحلية على سبيل المثال إلى مسابقة تضم أفضل الأندية من كل مقاطعة في المقاطعة، مع تقدم أبطال كل مقاطعة عبر سلسلة من النهائيات الوطنية.

## الأنشطة الثقافية
تتمتع الجمعية بتاريخ طويل في تعزيز الثقافة الأيرلندية. من خلال قسم من الجمعية يُعرف باسم سكور (كلمة أيرلندية تعني «النتيجة»)، تعمل الجمعية على تعزيز الأنشطة الثقافية الأيرلندية، وتنظيم المسابقات في الموسيقى والغناء والرقص ورواية القصص.
تنص القاعدة رقم 4 من الدليل الرسمي للاتحاد الغيلاني للرياضة على ما يلي:
تعمل الجمعية على دعم اللغة الأيرلندية بشكل فعال، والرقص الأيرلندي التقليدي، والموسيقى، والأغنية، والجوانب الأخرى للثقافة الأيرلندية. ويجب أن تعمل على تعزيز الوعي وحب المثل الوطنية لدى شعب أيرلندا، وتساعد في تعزيز روح المجتمع من خلال أنديتها.
تأسست المجموعة رسميًا في عام 1969 ويتم الترويج لها من خلال العديد من الأندية التابعة للجمعية في جميع أنحاء أيرلندا (وكذلك بعض الأندية خارج أيرلندا).

## الأسس

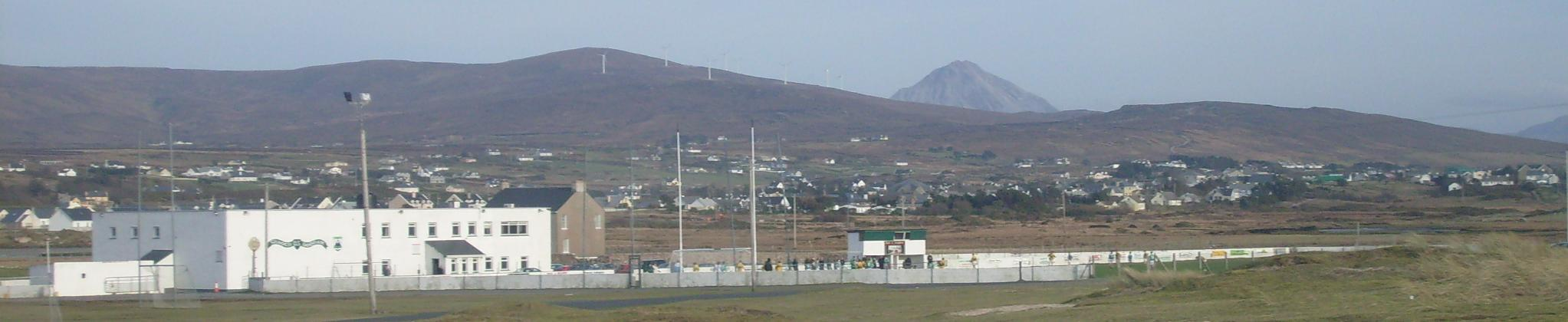
نادي آراس مهيك إيتيجاين في جويدور، مقاطعة دونيجال. تشبه هذه الأراضي النوادي النموذجية التي يمكن العثور عليها في المناطق الريفية في جميع أنحاء أيرلندا.

تمتلك الجمعية العديد من الملاعب المنتشرة في جميع أنحاء أيرلندا وخارجها. تمتلك كل مقاطعة وكل الأندية تقريبًا ملاعب ذات سعات مختلفة ومرافق مختلفة، حيث تلعب مبارياتها على أرضها.
يتم تطبيق الهيكل الهرمي للاتحاد الرياضي الغاني على استخدام الأراضي. تلعب الأندية على ملاعبها الخاصة في الجولات الأولى من بطولة النادي، بينما تقام الجولات الأخيرة من ربع النهائي إلى النهائي عادةً على أرض المقاطعة، أي الأرض التي تقام عليها مباريات بين المقاطعات أو حيث يوجد مجلس المقاطعة.
تقام نهائيات بطولة المقاطعات عادة في نفس المكان كل عام. ومع ذلك، كانت هناك استثناءات، كما هو الحال في أولستر، حيث أقيمت نهائيات كرة القدم في أولستر في عامي 2004 و2005 في كروك بارك، حيث كان من المتوقع أن يتجاوز الحضور سعة المكان التقليدي في سانت تيرناتش بارك، كلونز.

### كروك بارك

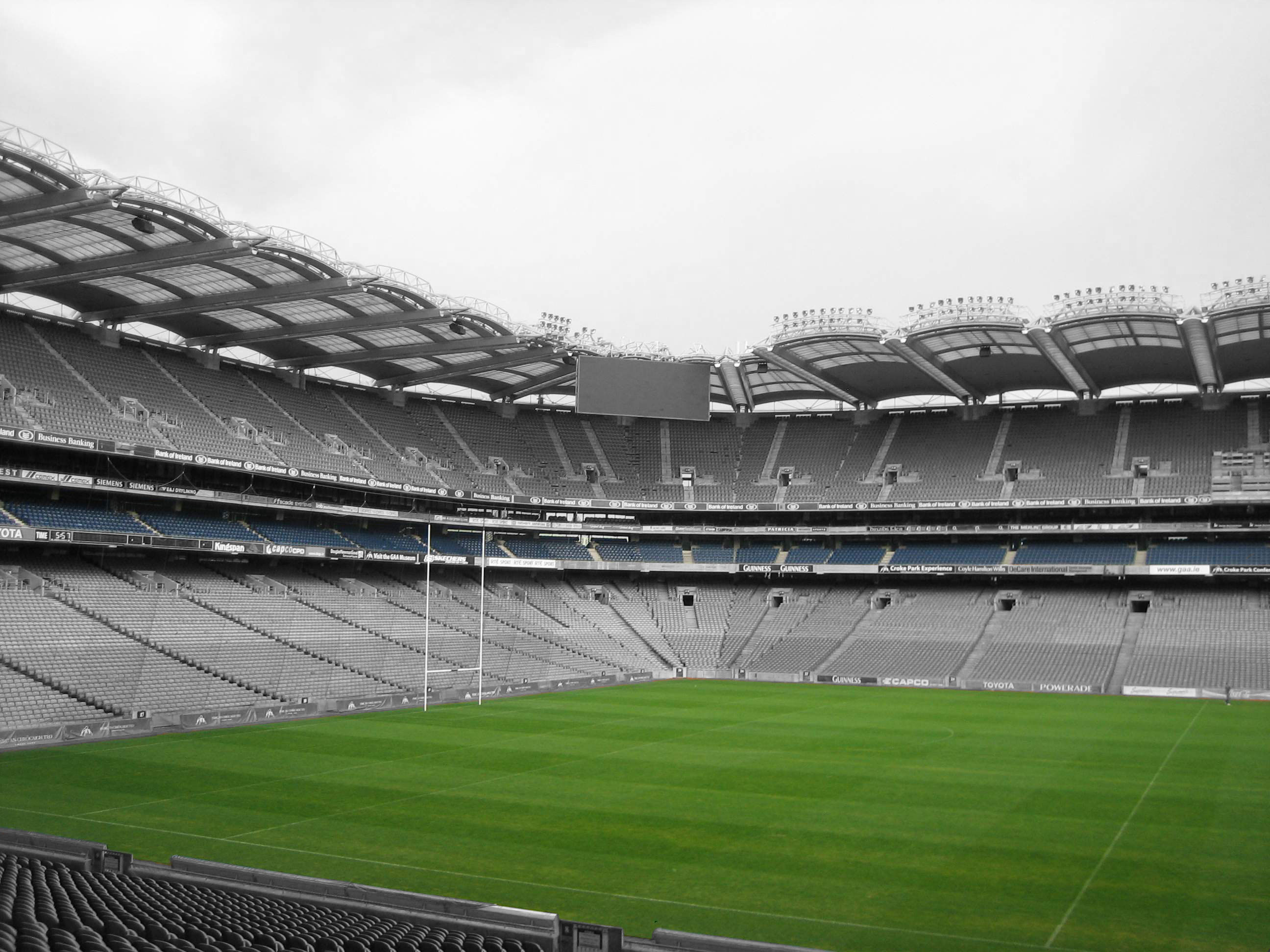
ملعب كروك بارك الرياضي في دبلن، أيرلندا. يستخدم هذا الملعب في رياضة كرة القدم الغيلية، والهورلينغ، والكاموجي، كما تم استخدامه في الماضي في رياضة كرة القدم والرجبي. تبلغ طاقته الاستيعابية 82.300 شخصًا، مما يجعله ثالث أكبر ملعب في أوروبا.

يعد كروك بارك المكان الرئيسي للجمعية ويعرف بشكل عام باسم كروكر أو المقر الرئيسي، حيث يعمل المكان كقاعدة للجمعية. بسعة 82.300 مقعد، يُعد الملعب من بين أكبر خمسة ملاعب في أوروبا من حيث السعة، حيث خضع لتجديدات واسعة النطاق خلال معظم فترة التسعينيات وأوائل القرن الحادي والعشرين. في شهر سبتمبر من كل عام، يستضيف ملعب كروك بارك نهائيات كرة القدم والهيرلينج على مستوى عموم أيرلندا، وذلك في ختام البطولات الصيفية. يستضيف ملعب كروك بارك نهائيات كرة القدم والهيرلينغ لعموم أيرلندا. تم تسمية ملعب كروك بارك على اسم رئيس الأساقفة توماس كروك، الذي تم انتخابه راعيًا للاتحاد الرياضي الغيلى أثناء تأسيسه في عام 1884.
ويضم حرم كروك بارك أيضًا مركز كرة اليد الوطني، والذي حل محل مركز كروك بارك لكرة اليد القديم الذي تم بناؤه في السبعينيات. ومن المقرر أن يستضيف المركز بطولة كرة اليد الغيلية الأيرلندية ويستضيف نهائيات كرة اليد الغيلية لعموم أيرلندا.

### أسباب أخرى
أكبر ثلاثة ملاعب تالية تقع جميعها في مونستر : ملعب سيمبل في ثورليس، مقاطعة تيبيراري، بسعة 53000، والملاعب الغيلية في ليمريك، والتي تتسع لـ50000، وملعب بيرك أوي تشاويمه، مقاطعة كورك، والذي يتسع لـ45000.
تشمل الأماكن الأخرى التي تتسع لأكثر من 25000 شخصًا ما يلي:
- ملعب فيتزجيرالد، في كيلارني، بسعة 43،180 متفرجًا
- ملعب ماك هيل في كاسلبار، أكبر ملعب في كوناخت (وفي النصف الشمالي من البلاد)، بسعة 42000 متفرج
- تستضيف حديقة سانت تيرناتش في كلونز، مقاطعة موناجان، معظم نهائيات أولستر، وتبلغ سعتها 36000 متفرج
- حديقة كينجسبان بريفني، في بلدة كافان، مقاطعة كافان، والتي استضافت مباريات سلسلة كرة القدم الدولية في عام 2013، بسعة 32000 متفرج
- حديقة كيسميت في بلفاست، والتي كانت تتسع لحوالي 31500 شخص قبل إغلاقها في عام 2013
- حديقة نوولان في كيلكيني، تتسع لـ27800 متفرج.
- حديقة أومور، في بورتلاويز، مقاطعة لاويز، تتسع لـ27000 متفرج
- حديقة هيلي، في أوماغ، مقاطعة تيرون، تتسع لـ26500 متفرج
- ملعب بيرس في جالواي، الذي استضاف مباريات سلسلة كرة القدم الدولية، بسعة 26197 متفرجًا

أدى البحث الذي أجراه لاعب كرة القدم السابق في مقاطعة فيرماناغ نيل كانينغهام إلى نشر خريطة في عام 2016 على موقعه الإلكتروني، الرابطة الرياضية الغيلية pitchlocator.net، لـ1748 ملعبًا تابعًا للرابطة الرياضية الغيلية في أيرلندا، تتراوح من 24 ملعبًا في مقاطعته إلى 171 في كورك.

## القومية والعلاقات المجتمعية
ارتبطت الجمعية منذ إنشائها ارتباطًا وثيقًا بالقومية الأيرلندية، واستمر هذا حتى الوقت الحاضر، وخاصة فيما يتعلق بأيرلندا الشمالية، حيث تُمارس الرياضة بشكل أساسي من قبل أعضاء المجتمع القومي الكاثوليكي، ويعتبر العديد من السكان البروتستانت الاتحاديين أنفسهم مستبعدين بسبب الأخلاق السياسية المتصورة. وفقًا لأحد مؤرخي الرياضة، فإن الرابطة الرياضية الغيلية «يمكن القول إنها المثال الأكثر وضوحًا للسياسة التي تشكل الرياضة في التاريخ الحديث».
إن التصور السائد داخل الدوائر النقابية في أيرلندا الشمالية بأن الاتحاد الغيلاني للرياضة هو منظمة قومية يتعزز من خلال تسمية بعض ملاعب الاتحاد الغيلاني للرياضة وأنديةه ومسابقاته وكؤوسه بأسماء قوميين أو جمهوريين بارزين.
ويشير نقاد آخرون إلى قواعد حمائية مثل القاعدة 42 التي تحظر المنافسة في الرياضات، وخاصة البريطانية (والتي يشار إليها من قبل البعض باسم «ألعاب الحامية» أو الرياضات الأجنبية) من ملاعب الرابطة الرياضية الغيلية. نتيجة لذلك، أصبحت الرابطة الرياضية الغيلية هدفًا للجماعات شبه العسكرية الموالية خلال فترة الاضطرابات عندما قُتل عدد من أنصار الرابطة الرياضية الغيلية وتضررت نواديها. مع ارتفاع مكانة كرة القدم الغيلية في أولستر، تزايد أيضًا عدد الهجمات الطائفية على الأندية الغيلية في أيرلندا الشمالية.
بعض القواعد الحمائية هي كما يلي:

### القاعدة 42 والرياضات الأخرى في ملاعب الرابطة الرياضية الغيلية
تحظر القاعدة 42 (القاعدة 5.1 في كتاب القواعد لعام 2009) استخدام ممتلكات الرابطة الرياضية الغيلية في الألعاب التي تتعارض مصالحها مع مصالح الرابطة الرياضية الغيلية والتي يشار إليها من قبل البعض باسم «ألعاب الحامية» أو الرياضات الأجنبية. تنص القواعد الحالية على أنه لا يجوز استخدام ممتلكات الرابطة الرياضية الغيلية إلا للغرض أو فيما يتصل بلعب الألعاب التي تسيطر عليها الجمعية. تم السماح بالرياضات التي لا تعتبر «متعارضة» مع الاتحاد الغاني للألعاب الرياضية.
في 16 أبريل 2005، صوت مؤتمر الرابطة الرياضية الغيلية على تخفيف القاعدة 42 مؤقتًا والسماح بلعب كرة القدم والرجبي الدوليين في الملعب أثناء إغلاق ملعب طريق لانسداون لكرة القدم لإعادة التطوير. أقيمت أول مباريات كرة القدم والرجبي المسموح بها في كروك بارك في أوائل عام 2007، وكانت أول مباراة من هذا النوع هي مباراة أيرلندا على أرضها في بطولة الأمم الستة للرجبي ضد فرنسا.
بالإضافة إلى فتح ملعب كروك بارك للرياضات المتنافسة، سعت وحدات الرابطة الرياضية الغيلية المحلية إلى تأجير مرافقها لمنظمات رياضية أخرى لأسباب مالية في انتهاك للقاعدة 42. وقد ثبت أن استمرار وجود القاعدة 42 مثير للجدل حيث سُمح لإدارة كروك بارك بكسب الإيرادات من خلال تأجير المنشأة لمنظمات رياضية متنافسة، لكن وحدات الرابطة الرياضية الغيلية المحلية التي تمتلك مرافق أصغر لا يمكنها ذلك. ويقال أيضًا أنه من المشكوك فيه ما إذا كانت مثل هذه الصفقات الإيجارية ستضر بمصالح الرابطة الرياضية الغيلية أم لا.

### القواعد البائدة
كانت لدى الرابطة الرياضية الغيلية بعض القواعد البارزة في الماضي والتي تم إلغاؤها منذ ذلك الحين. المادة 21، التي تم إقرارها في عام 1897 عندما اشتبه في أن جواسيس الشرطة الملكية الأيرلندية كانوا يحاولون التسلل إلى المنظمة، تحظر على أعضاء القوات البريطانية الانضمام إلى الرابطة الرياضية الغيلية. تم إلغاء القاعدة بعد أن صوتت أغلبية ساحقة على إزالتها في مؤتمر خاص عقد في نوفمبر 2001. القاعدة 27، والتي يشار إليها أحيانًا باسم الحظر، يعود تاريخها إلى عام 1901 وتحظر على أعضاء الرابطة الرياضية الغيلية المشاركة في أو مشاهدة الألعاب غير الغيلية. خلال ذلك الوقت، تم طرد أشخاص مثل دوغلاس هايد، راعي الاتحاد الغيلاني للرياضة ورئيس أيرلندا آنذاك، لحضوره مباراة دولية لكرة القدم. تم إلغاء القاعدة 27 في عام 1971.

### التواصل المجتمعي في أيرلندا الشمالية
وتشير الجمعية إلى دور أعضاء الأقليات الدينية في عضويتها عبر تاريخها. على سبيل المثال، كان البروتستانتي جاك بوثمان رئيسًا للمنظمة من عام 1993 إلى عام 1997، في حين كان سام ماجواير عضوًا في كنيسة أيرلندا. ومع ذلك، ولمعالجة مخاوف النقابيين، شرع مجلس أولستر التابع للجمعية في عدد من المبادرات الرامية إلى جعل الجمعية والألعاب الغيلية أكثر سهولة في الوصول إليها بالنسبة للبروتستانت الشماليين. في نوفمبر 2008، أطلق المجلس وحدة تنمية المجتمع، وهي المسؤولة عن «مبادرات التنوع والتواصل المجتمعي». مبادرة كوتشولين هي برنامج مجتمعي يهدف إلى إنشاء فرق تتكون من تلاميذ المدارس الكاثوليكية والبروتستانتية الذين ليس لديهم خبرة لعب سابقة. تم تأسيس فرق مجتمعية مثل فريق بلفاست كوتشولين للهيرلينغ تحت 16 عامًا، وقد تنافس الفريق في بطولة الشباب القارية في الولايات المتحدة الأمريكية. وقد نشأت منذ ذلك الحين فرق مماثلة للهيرلينغ وكرة القدم الغيلية في أرماغ وفيرماناغ وليمافادي. كتب ديفيد حسن، من جامعة أولستر، عن العمل المجتمعي الذي تقوم به الجمعية وغيرها من الهيئات الرياضية في أولستر.[بحاجة لمصدر]
تأسست مبادرة التدريب المجتمعية «لعبة الثلاثة أشواط» في شرق بلفاست ذات الأغلبية البروتستانتية في عام 2006. تم تنظيم هذا البرنامج من خلال كنيسة Knock Presbyterian، حيث يجمع هذا البرنامج بين مدربي الرابطة والعمل جنبًا إلى جنب مع نظرائهم في كرة القدم والرجبي لإشراك أطفال المدارس الابتدائية في معسكرات التدريب الصيفية. ويعمل مجلس أولستر أيضًا على إنشاء فرق كرة قدم وكرة هيرلينج مشتركة بين المجتمعات في المدارس، كما يعمل على تطوير الروابط مع وكالة أولستر سكوتس وكنيسة أيرلندا. كما قام المجلس بعقد سلسلة من الاجتماعات مع الأحزاب السياسية والجماعات المجتمعية التي لم يكن لها تقليديا أي دور في الجمعية.

### أنشطة أخرى للتواصل مع المجتمع
في يناير 2011، أعلنت رئيسة أيرلندا آنذاك، ماري ماكاليس، عن إطلاق مشروع على مستوى الجزيرة يسمى «مبادرة الرابطة الرياضية الغيلية الاجتماعية». ويهدف هذا إلى معالجة مشكلة العزلة في المناطق الريفية حيث يكون تفاعل كبار السن مع المجتمع محدودًا. تم توسيع المبادرة لاحقًا من خلال التعاون مع جمعية المزارعين الأيرلنديين لدمج متطوعي تلك المنظمة في المبادرة.

## المشاركة خارج أيرلندا

### الأندية خارج أيرلندا
أنشأ أعضاء الشتات الأيرلندي أندية في عدد من المناطق والبلدان خارج أيرلندا، وهناك أندية الرابطة الرياضية الغيلية في الولايات المتحدة وأستراليا وبريطانيا وكندا والصين وأوروبا القارية وأماكن أخرى.
أقيمت دورة الألعاب العالمية للرياضة الغيلية لأول مرة في أبو ظبي في عام 2015. أقيمت النسخة التالية من البطولة في دبلن عام 2016، على أن تقام النسخ اللاحقة في أيرلندا كل ثلاث سنوات. تم منح دورة الألعاب لعام 2019 إلى مدينة واترفورد، ولكن تم تأجيل النسخة التالية في ديري إلى عام 2023 بسبب جائحة كوفيد.

### الدوليون
في حين تشارك بعض وحدات الاتحاد خارج أيرلندا في المسابقات الأيرلندية، فإن الاتحاد نفسه لا ينظم مباريات دولية منتظمة تُلعب وفقًا لقواعد كرة القدم الغيلية أو الهيرلينغ. ومع ذلك، أقيمت أول مباراة دولية بين فرنسا وإيطاليا في عام 2014.
تم التوصل إلى قواعد تسوية بين «رياضتين مرتبطتين».
يلعب لاعبو الهيرلرز مباراة سنوية ضد فريق وطني من اسكتلندا.
أقيمت مباريات كرة القدم الدولية بين منتخب وطني أيرلندي مكون من صفوف لاعبي كرة القدم الغيلية، ومنتخب وطني أسترالي مكون من دوري كرة القدم الأسترالي. يتناوب المكان بين أيرلندا وأستراليا. في ديسمبر 2006، تم إلغاء السلسلة الدولية بين أستراليا وأيرلندا بسبب العنف المفرط في المباريات، ولكنها استؤنفت في أكتوبر 2008 عندما فازت أيرلندا بسلسلة من مباراتين اختباريتين في أستراليا. رحب الأيرلنديون بالفريق الأسترالي بالكامل في مقر الرابطة الرياضية الغيلية (كروك بارك) في 21 نوفمبر 2015. كانت مباراة اختبارية من مباراة واحدة فقط، والتي أدت إلى فوز الأيرلنديين بكأس كورماك ماكنالين بنتيجة 56–52.

### كرة اليد
يتضمن البعد الدولي لكرة اليد الغيلية بطولة العالم، إلى جانب جولة أوروبية وجولة شبه احترافية في الولايات المتحدة. يتم لعب رموز اللعبة 4-وول و 1-وول في جميع أنحاء العالم [بقواعد مختلفة قليلاً اعتمادًا على البلد الذي يلعب فيه المرء] ويتم تنظيم بطولة العالم لكرة اليد من قبل مجلس كرة اليد العالمي. تم إنشاء جولة أوروبية بمشاركة لاعبين من جميع أنحاء أوروبا. تُلعب لعبة كرة اليد بأربعة جدران بشكل أساسي في أيرلندا والولايات المتحدة وكندا، بينما تُلعب لعبة كرة اليد بجدار واحد (بالإضافة إلى الثلاثة المذكورة) في بلجيكا وفرنسا وهولندا وإيطاليا وإسبانيا والمملكة المتحدة.

## حظر التدريب في الشتاء
ولمعالجة المخاوف بشأن إرهاق اللاعبين، اعتمدت الجمعية قاعدة في عام 2007 تحظر التدريب الجماعي للاعبي المقاطعات المختلفة لمدة شهرين كل شتاء. وقد ثبت أن هذا مثير للجدل من حيث صعوبة فرضه؛ وفي محاولة للبقاء قادرين على المنافسة، وجد المديرون طرقًا لتجنب ذلك، مثل تنظيم «أندية رياضية» غير رسمية وأنشطة أخرى يمكنهم استخدامها للعمل على اللياقة البدنية للاعبين دون الظهور بشكل واضح وكأنهم يتدربون على وجه التحديد في الألعاب الغيلية.

## وصلات خارجية
- الموقع الرسمي
- الرابطة الرياضية الغيلية TV website
- الرابطة الرياضية الغيلية Roll of Honour